# زیر بازارچه
زیر بازارچه فیلمی به کارگردانی رضا صفایی و نویسندگی حبیب‌اله کسمایی محصول سال ۱۳۵۰ است.

## خلاصه داستان
دو خواهر قهوه‌خانه ای را اداره می‌کنند، جوانی وارد زندگی شان می‌شود. خواهر بزرگتر روابط عاشقانه ای با مرد جوان پیدا می‌کند. بعد از چندی مرد به سفر می‌رود تا اینکه تدارک عروسی خود با دختر مورد علاقه اش را ببیند. اما در بازگشت او را نمی‌یابد. در این بین جوانی که او هم به خواهر بزرگتر علاقه دارد با صحنه سازی سعی می‌کند مرد جوان به خواهر بزرگتر بدبین شود و بدین ترتیب او را ترک کند. سرانجام حقایق روشن شده و آن دو با هم ازدواج می‌کنند.

## بازیگران
- پوری بنایی
- منوچهر وثوق
- علی میری
- اسداله یکتا
- نوشین
- ابراهیم نادری
- سیمین علی‌زاده
- محمدتقی کهنمویی
- گیتی فروهر
- اکبر جنتی شیرازی
- محمدعلی بندانی
- محمدحسین عباسی